# Acropora humilis
Corail vinaigrier
Espèce
Statut de conservation UICN

 NT  : Quasi menacé
Statut CITES
Acropora humilis est une espèce de corail appartenant à la famille des Acroporidés. Il fait partie des coraux « digitiformes » (en forme de doigts), et est parfois appelé « corail vinaigrier ».
C'est un type de corail très courant dans l'océan indo-pacifique, typique des crêtes récifales.

## Description et caractéristiques
Acropora humilis fait partie des acropores digités (en forme de doigts) : il forme de petites colonies à étalement horizontal, constituée de bras disposés en corymbe basse et formant des colonnes verticales allongées (parfois sub-coniques) mesurant jusqu'à 10 cm de long (rarement plus) pour 3 cm de large. Elles sont terminées par une grande corallite axiale (5 mm), visible au centre d'un mamelon lisse. Les corallites radiales mesurent environ 2 mm, entourée de lèvres épaisses (notamment sur la partie inférieure). Elles sont grossièrement alignés, et de deux calibres de taille. 
Ce corail est généralement de couleur crème, mais peut être plus ou moins coloré de brun, de violet ou de bleu, avec souvent la pointe plutôt crème, mais parfois légèrement teinté de vert, mauve ou bleu.
Une grosse colonie peut couvrir jusqu'à 1 m2, pour 50-80 cm de haut.

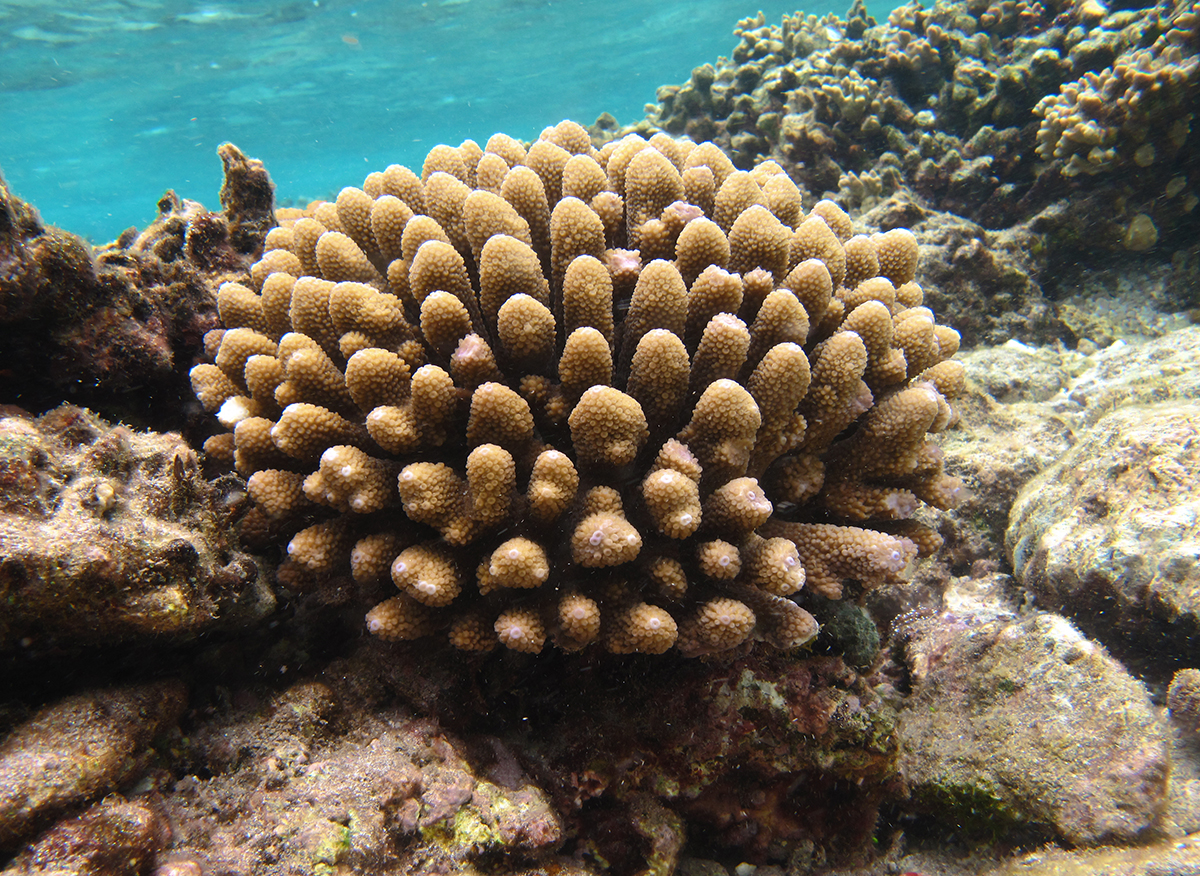
Une colonie à la Réunion
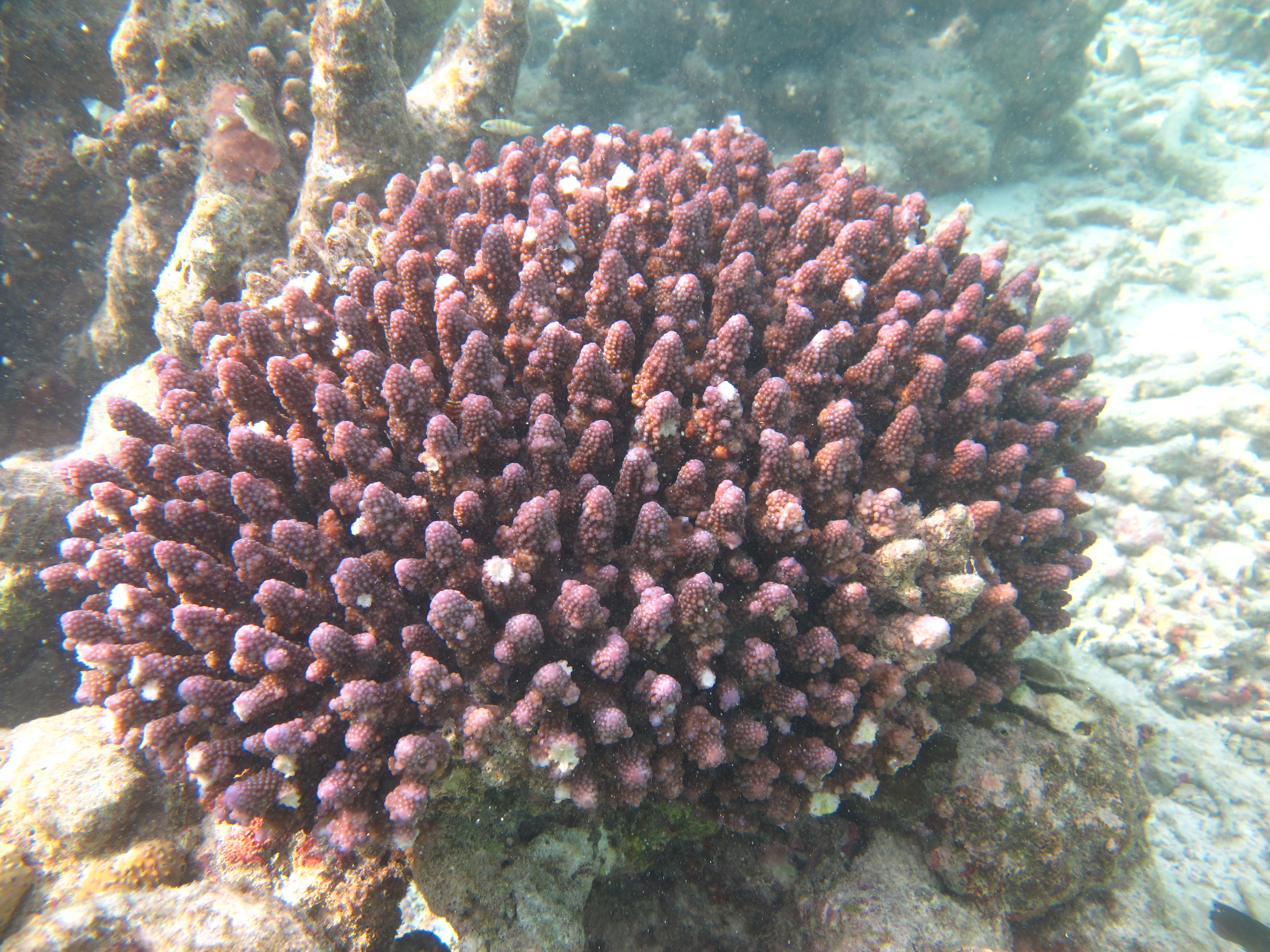
Une colonie aux Maldives
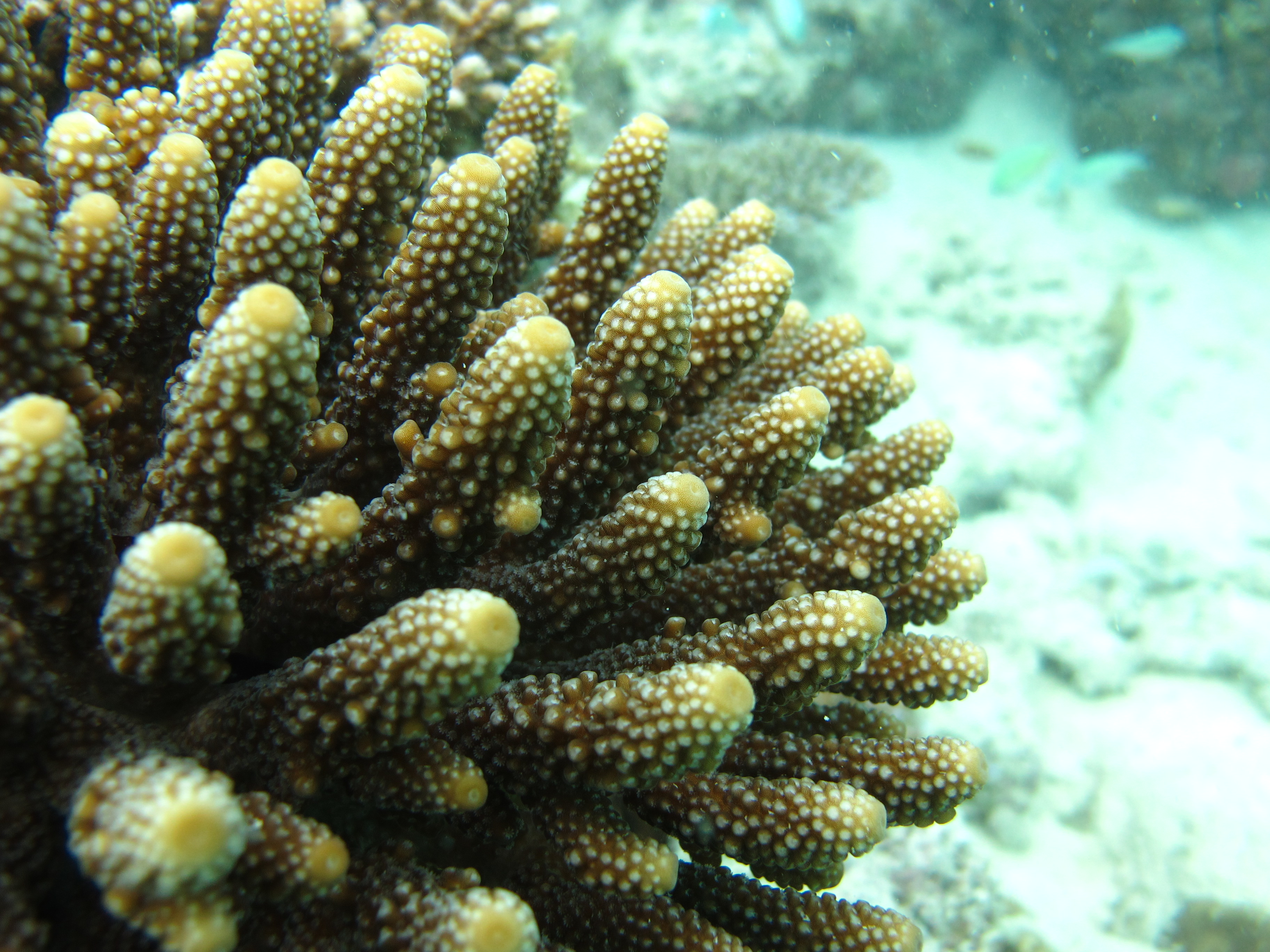
Gros plan sur les branches et les corallites.

Ce corail peut être facilement confondu avec les autres coraux digités du genre Acropora, tels que Acropora digitifera, Acropora gemmifera, Acropora monticulosa...

## Habitat et répartition
Ce corail se retrouve dans tout l'Indo-Pacifique tropical : Mer Rouge, côte est-africaine, Madagascar, Mascareignes, Indonésie, Grande barrière de corail et jusqu'à Hawaii. C'est une espèce relativement commune et abondante, notamment sur la zone de déferlement des récifs de corail, où il peut être l'espèce dominante.
On trouve ce corail au plus près de la surface (rarement au-delà des 5 premiers mètres), car il a besoin de soleil pour sa croissance, et tolère les vagues puissantes et des émersions occasionnelles.

## Menaces
Cette espèce de corail n'est pas menacée individuellement à court terme (l'IUCN la classe comme « quasi menacée »), mais la régression marquée des récifs de corail depuis le XXe siècle due à la pollution, au réchauffement planétaire et à l'acidification des eaux, fait peser de lourdes menaces sur sa population à moyen terme. Elle figure donc à la seconde annexe de la CITES.
Ce corail est sensible au phénomène de blanchissement des coraux, et est une proie de choix pour certains animaux corallivores comme l'étoile dévoreuse de coraux Acanthaster planci.

## En aquarium
Cette espèce est appréciée en aquariophilie récifale, ou sa couleur et son aspect peuvent être extrêmement variables, mais sa maintenance y est complexe, et doit être réservée aux aquariophiles chevronnés. 
Cette espèce fait partie des rares capables de se reproduire en aquarium, ce qui participe à la préservation des populations naturelles.